# Nieuwegein

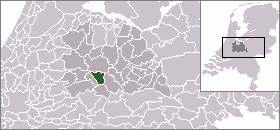
Läge i Utrecht

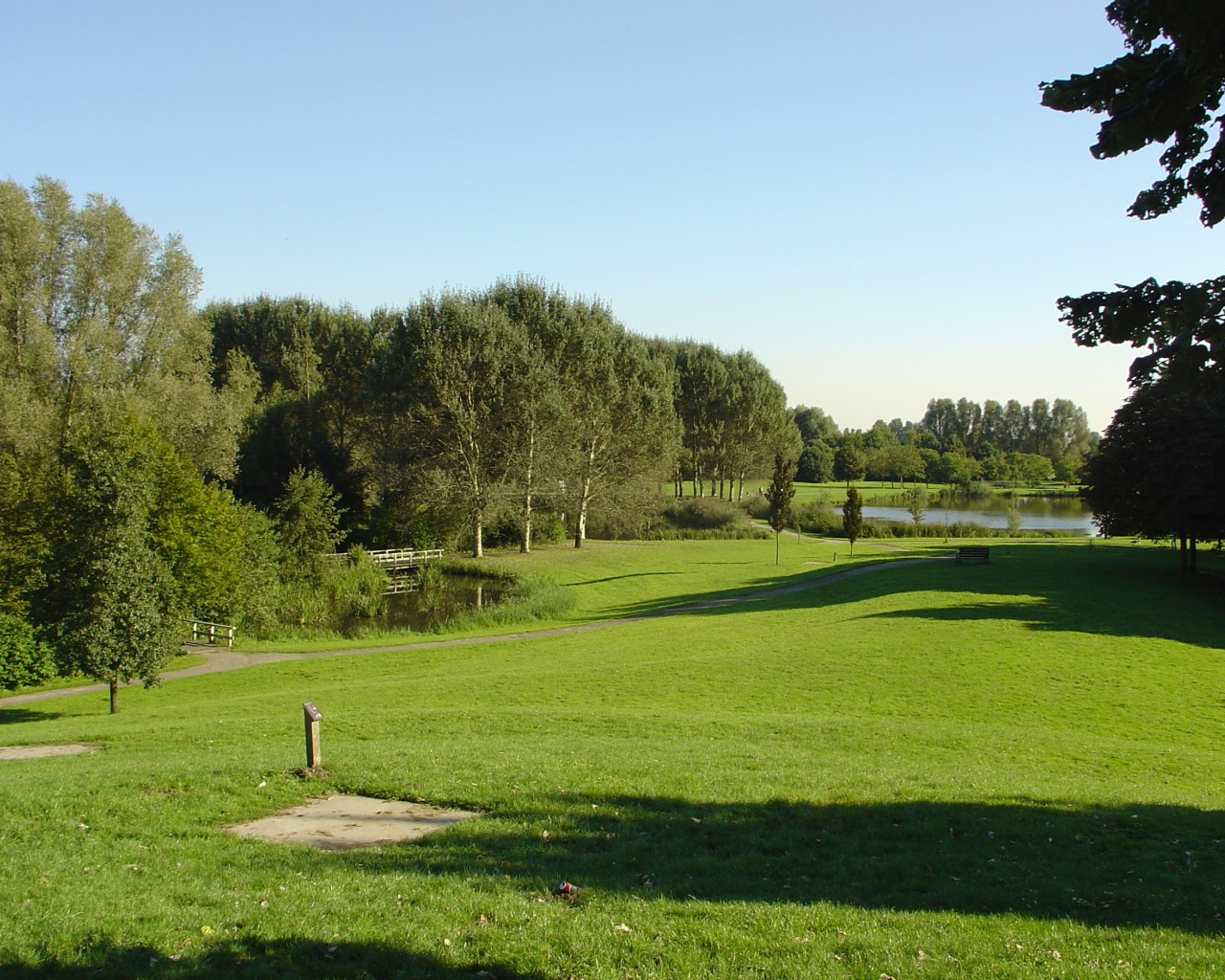
Park Oudegein

Nieuwegein är en kommun i provinsen Utrecht i Nederländerna. Kommunens totala area är 25,68 km² (där 1,96 km² är vatten) och invånarantalet är på 61 740 invånare (2018). Det är en förort till staden Utrecht.
Kommunen bildades 1971 när de tidigare byarna och kommunerna Jutphaas (i norr) och Vreeswijk (i söder) slogs samman.